# Oospila pulchripicta
Oospila pulchripicta är en fjärilsart som beskrevs av Louis Beethoven Prout 1918. Oospila pulchripicta ingår i släktet Oospila och familjen mätare. Inga underarter finns listade i Catalogue of Life.